# More Is More
«More Is More» es una canción del álbum debut, de la cantante estadounidense Heidi Montag, Superficial con ritmos electropop/dance-pop y synthpop. La canción está escrita por Steve Morales, Laura Pergolizzi, Harold St. Louis, y está producida por Steve Morales. La canción trata de una chica que llega a un club con sus amigas y recibe toda la atención masculina del local.
En julio del año 2009, la canción debutó en el puesto número cincuenta de Billboard's Hot Dance Club Songs chart, convirtiéndose en la primera canción de la artista americana en lograr entrar en las listas. Desde entonces, la canción ha conseguido alcanzar un puesto número 27 como posición máxima.

## Música y letra
«More Is More» es una canción uptempo dance-pop que, como muchas de las canciones de Heidi, hace un uso intensivo de los sintetizadores. Su letra, nos narra la historia de una chica que va a una discoteca con amigos donde ingiere alcohol, y drogas, mientras recibe toda la atención masculina del lugar. Hacia la segunda mitad de la canción, las letras son orientadas a un contenido más sexual.

## Posición en listas
En el recuento de Billboard, del 1 de julio del año 2009, «More Is More» debutó en el puesto número cincuenta de Billboard's Hot Dance Club Songs chart, convirtiéndose en la primera canción de Heidi Montag en lograr entrar en lista. Tras cinco semanas en lista, la canción alcanzó su puesto máximo cuando llegó al número 27.

## Posicionamiento
| Listas (2009)                       | Posición máxima |
| ----------------------------------- | --------------- |
| U.S. Billboard Hot Dance Club Songs | 27              |

- Datos: Q3862902